# Maurizio Lobina
Maurizio Lobina (Asti, 30 de octubre de 1973) es un disc jockey, músico, y compositor italiano. Más conocido como Mauri, fue miembro hasta el 16 de mayo de 2006 de Eiffel 65, grupo al que se reincorporó en junio de 2010. También formó parte del grupo Bloom 06

## Biografía
Empezó a tocar el piano a la temprana edad de 5 años, y luego comenzó a usar incluso el sintetizador y la guitarra.  A los 16 años, publicó su primer álbum con una banda de jazz, pero descubrió el otro mundo de la música, que es el Dance. Se encuentra con un joven DJ de Turín, Gabry Ponte, el cual, se unen una rápida amistad.
Algún tiempo después, Mauri reunió a Gianfranco Randone, un siciliano, cuando acababa de perder su tren. Los dos hombres comenzaron a discutir y descubren que tienen puntos en común de la música, y así Mauri quiso introducir a su amigo Gabry. Unos años más tarde, los tres amigos pusieron en marcha el grupo Eiffel 65. Con Eiffel 65, de la que fue fundador, ganó el triple platino en los Estados Unidos y el disco de diamante en Francia (el equivalente a dos discos de platino y de oro en Italia) con el álbum Europop, el triple platino en Alemania, Inglaterra, Australia, con "Blue (Da Ba Dee)",  y fue disco de oro en Italia para el álbum de Eiffel 65.